# In Your House 12: It's Time
In Your House 12: It's Time foi um pay-per-view (PPV) de wrestling profissional produzido pela World Wrestling Federation (WWF, agora WWE). O evento aconteceu em 15 de dezembro de 1996, no West Palm Beach Auditorium, em West Palm Beach, Flórida. O nome do show foi retirado do bordão de Vader e indicava que ele originalmente teria uma luta de destaque no evento, mas devido a lesões, ele ficou ausente. Esse foi o décimo segundo evento da cronologia do In Your House.
O evento principal foi a primeira defesa de título do recém-coroado Campeão da WWF Sycho Sid, enfrentando o ex-multicampeão Bret Hart. O evento contou com cinco lutas na parte principal do PPV, uma luta exibida no pré-show chamado Free for All e duas lutas que aconteceram como lutas dark. Com o lançamento da WWE Network em 2014, o evento passou a estar disponível sob demanda, mas sem a luta do Free for All.

## Produção

### Conceito
In Your House foi uma série de eventos mensais de pay-per-view (PPV) de wrestling profissional, produzida pela primeira vez pela World Wrestling Federation (WWF, atualmente WWE) em maio de 1995. Esses eventos iam ao ar nos meses em que a empresa não realizava um dos seus cinco principais PPVs da época (WrestleMania, King of the Ring, SummerSlam, Survivor Series e Royal Rumble) — e, por isso, eram vendidos por um preço mais acessível.
In Your House 12: It's Time aconteceu em 15 de dezembro de 1996, no West Palm Beach Auditorium, em West Palm Beach, Flórida. O nome do evento foi inspirado no bordão de Vader e indicava que ele originalmente teria uma luta de destaque no show, mas, devido a lesões, ele ficou ausente do evento.

### Rivalidades
O In Your House 12: it's Time consistiu em lutas de wrestling profissional envolvendo lutadores que faziam parte de rivalidades e histórias previamente estabelecidas, desenvolvidas no Monday Night Raw — principal programa televisivo da WWF. Os lutadores assumiam os papéis de heróis ou vilões enquanto seguiam uma sequência de acontecimentos que aumentavam a tensão, culminando em uma luta ou série de lutas no evento.

## Evento
Durante a luta pelo WWF Tag Team Championship entre os campeões Owen Hart e The British Bulldog contra a dupla de Razor Ramon e Diesel, os luchadores mascarados mexicanos Pierroth e Cibernético apareceram brevemente ao lado do ringue, representando a AAA. A aparição foi rápida, servindo para sinalizar a parceria entre a WWF e a AAA. Antes da luta começar, Stone Cold Steve Austin apareceu e atacou o British Bulldog até que os oficiais da WWF separassem os dois. Depois que Hart e Bulldog conseguiram afastar Austin, ele retornou, atacou a perna de Bulldog por trás e fugiu em seguida.
The Undertaker enfrentou The Executioner em uma Texas Deathmatch, que para esse evento foi renomeada como "Armageddon Rules". Essa luta é uma variação da Last Man Standing — onde o lutador deve ficar de pé antes da contagem de 10, como no boxe —, mas com uma diferença: para que o árbitro inicie a contagem de 10, o lutador deve primeiro ser imobilizado por uma contagem padrão de três segundos. Durante a luta, o rival de longa data do Undertaker, Mankind, apareceu e atacou o Deadman. Durante a briga, Undertaker jogou Mankind através de decorações de uma casa cenográfica na entrada do palco antes de voltar ao ringue. Depois disso, Mankind foi colocado em uma camisa de força e arrastado para fora por seguranças. No final, Undertaker venceu ao imobilizar The Executioner, que depois não conseguiu se levantar durante a contagem de 10.
Durante o evento principal, Shawn Michaels participou como comentarista convidado na luta entre Sycho Sid e Bret Hart. Em certo momento, Stone Cold Steve Austin correu até o ringue e atacou Bret Hart, o que levou Owen Hart e The British Bulldog a intervirem para ajudar Bret. A luta foi interrompida enquanto os três eram expulsos da arena. Em determinado momento, Hart e Michaels trocaram provocações, o que fez Michaels sair da mesa de comentários e subir no apron do ringue. Pouco depois, Bret Hart colidiu com Michaels, permitindo que Sid aproveitasse para vencer a luta. Após o combate, Hart atacou Shawn Michaels em fúria.

## Resultados
| Nº                                          | Resultados                                                                                         | Estipulações                                           | Tempo |
| ------------------------------------------- | -------------------------------------------------------------------------------------------------- | ------------------------------------------------------ | ----- |
| Free For All                                | Rocky Maivia derrotou Salvatore Sincere (com Jim Cornette) por desclassificação                    | Luta individual                                        | 6:01  |
| 1                                           | Flash Funk derrotou Leif Cassidy                                                                   | Luta individual                                        | 10:34 |
| 2                                           | Owen Hart e The British Bulldog (c) (com Clarence Mason) derrotaram Fake Razor Ramon e Fake Diesel | Luta de duplas pelo WWF Tag Team Championship          | 10:45 |
| 3                                           | Marc Mero (com Sable) derrotou Hunter Hearst Helmsley (c) por countout                             | Luta individual pelo WWF Intercontinental Championship | 13:12 |
| 4                                           | The Undertaker derrotou The Executioner (com Paul Bearer)                                          | Luta Armageddon Rules                                  | 11:32 |
| 5                                           | Sycho Sid (c) derrotou Bret Hart                                                                   | Luta individual pelo WWF Championship                  | 17:04 |
| Dark                                        | Brakkus derrotou Dr. X                                                                             | Luta individual                                        | 5:25  |
| Dark                                        | Stone Cold Steve Austin derrotou Goldust (com Marlena)                                             | Luta individual                                        | 12:18 |
| Dark                                        | Shawn Michaels derrotou Mankind (com Paul Bearer)                                                  | Luta individual                                        | 6:55  |
| (c) – Refere-se aos campeões antes da luta. | |                                                        |       |